# Rijksarchief te Brugge

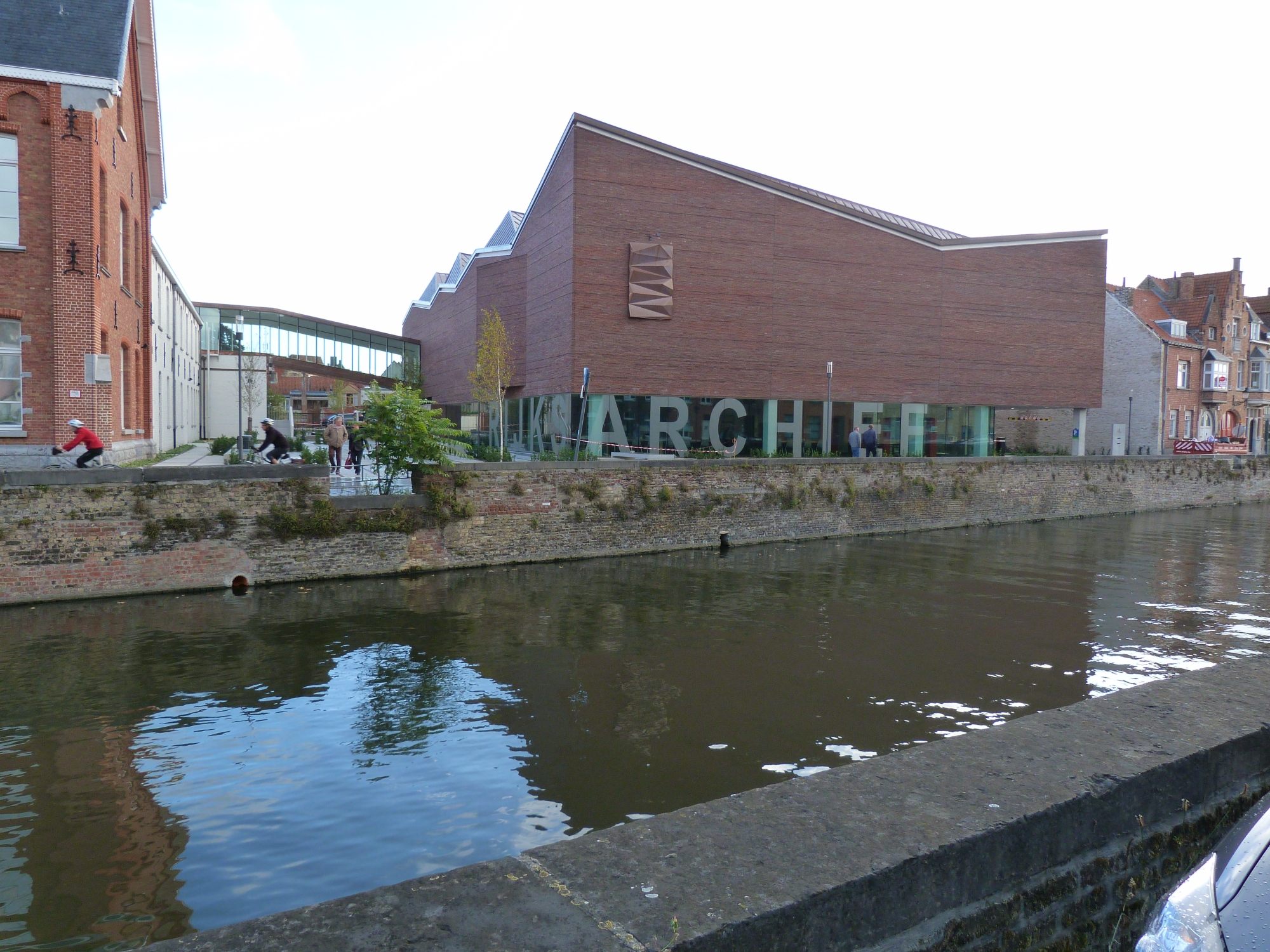
Het nieuwe Rijksarchief aan de Predikherenrei.

Het Rijksarchief te Brugge is een van de twintig archiefdiensten van het Rijksarchief in België. 

## Geschiedenis
Het Rijksarchief was sinds 1912 gevestigd in de Poortersloge in Brugge, in de Academiestraat 14-16, en beheerde er circa zesduizend meter archief. Hoewel de stukken in 1964 uit het gerechtelijk arrondissement Kortrijk naar het nieuwe Rijksarchief te Kortrijk werden overgebracht, het archief van de kasselrij Ieper in 1992 bij het Ieperse stadsarchief in bewaring werd gegeven en aanzienlijke delen provinciaal archief door het nieuw opgerichte Archief van de Provincie West-Vlaanderen werden overgenomen, kampte het archief met plaatsgebrek. Een niet onbelangrijk deel van het Brugs archief werd daarom in de jaren 1980 naar het depot van het Rijksarchief te Beveren gebracht.
In 2011 begon de bouw van een nieuw depot aan de Predikherenrei, met plaats voor negenentwintig kilometer archief. Deze nieuwbouw was einde 2012 klaar en kon er worden verhuisd. De archieven, die in Beveren waren gedeponeerd, kwamen ook naar het depot in Brugge terug. Voor de gevels werden langere dan gebruikelijke bakstenen gebruikt die de opeengestapelde boeken symboliseren.
Het oudste stuk dateert uit 745 en bleef bewaard in een afschrift uit de tiende eeuw. Het behoort tot het archief van de priorij van Sint-Bertijns te Poperinge.

## Welk archief wordt er bewaard?
Studenten, vorsers, amateurgenealogen of -historici kunnen in het Rijksarchief een zeer breed gamma aan documenten raadplegen. Die werden op tal van plaatsen opgesteld: binnen de provincie West-Vlaanderen in de gerechtelijke arrondissementen Brugge, Ieper en Veurne, uiteraard altijd met inachtneming van de wettelijke bepalingen in verband met de bescherming van de persoonlijke levenssfeer:
- Oude openbare lokale gewestelijke instellingen: het archief van het feodaal van Veurne en Brugge, van heerlijkheden, schepenbanken, wateringen, ambachten, het Sint-Janshospitaal in Damme (1484-1670) ...
- Provinciaal archief, in ruime mate overgedragen naar het Archief van de Provincie West-Vlaanderen
- Archief van de Kamers van Koophandel
- Kerkelijke archieven: archief van de bisdommen Brugge en Ieper, van kapittels en priorijen, abdijen en kloosters zoals de abdij van Oudenburg
- Minuten en repertoria van de notarissen uit het arrondissement Brugge
- Privéarchieven: archief van de familie Lippens, van Achiel Van Acker, architectenbureau Konstrukto uit Tielt, opleidingsschip Mercator (schip, 1932) ...
- Kaartenverzameling, in 1996 op microfilm gezet
  - Algemene reeks kaarten en kadasterplannen
  - Provinciekaarten
  - kaarten door Popp
  - Kaarten afkomstig uit landmetersarchieven, zoals dat van Mestdagh of een kaart van veertien meter met de aan te leggen steenweg van Steenbrugge bij Sint-Michiels tot aan Ingelmunster (uit het archief van de watering van Moerkerke noord over de Lieve, Kaarten, nr. 50.)
- Genealogische bronnen
  - diverse bronnen op microfilms
  - Retroacta van de Burgerlijke Stand: parochieregisters en registers van de burgerlijke stand, in digitale vorm

Het Rijksarchief omvat ook een historische studiebibliotheek met circa 20.000 titels.